# Giannis Papadopoulos
Giannis Papadopoulos (griechisch Γιάννης Παπαδόπουλος, auch als Yiannis bzw. Ioannis transkribiert; * 9. März 1989 in Thessaloniki) ist ein griechischer ehemaliger Fußballspieler. Er ist Linksfüßer und wurde meist als zentraler Mittelfeldspieler eingesetzt.

## Karriere

### Verein
Papadopoulos erlernte bei seinem Heimatclub Iraklis Thessaloniki das Fußballspielen. Zur Saison 2006/07 wurde er in die Profimannschaft des Vereins übernommen, kam jedoch vorerst nur sporadisch zum Einsatz. In der darauffolgenden Spielzeit avancierte Papadopoulos zum festen Bestandteil des Teams und absolvierte 20 Ligaspiele, in denen er einen Treffer erzielen konnte. Daraufhin wurde er zur Saison 2008/09 vom amtierenden Meister Olympiakos Piräus verpflichtet. Bei Olympiakos konnte sich Papadopoulos allerdings nicht dauerhaft gegen die Konkurrenz im zentralen Mittelfeld durchsetzen. Er bestritt in drei Jahren lediglich 28 Ligaspiele (ohne Torerfolg), weswegen er sich im Sommer 2011 mit der Vereinsführung auf eine vorzeitige Auflösung seines ursprünglich bis zum 30. Juni 2012 datierten Vertrages verständigte. Daraufhin wechselte Papadopoulos ins Ausland und unterschrieb am 8. August desselben Jahres einen Zweijahres-Kontrakt beim deutschen Zweitliga-Aufsteiger Dynamo Dresden. Auch bei Dynamo konnte er sich keinen dauerhaften Stammplatz erkämpfen und absolvierte in zwei Jahren lediglich 33 Ligaspiele (ohne Torerfolg). Deswegen kehrte Papadopoulos nach Ablauf der Vertragslaufzeit in seine Heimat zurück und unterzeichnete einen Einjahres-Kontrakt bei Aris Thessaloniki. In der Hinrunde der Saison 2013/14 kam er in 16 Ligaspielen zum Einsatz. Zur Rückrunde der Saison 2013/14 wechselte Papadopoulos nach Polen zu KS Cracovia aus Krakau, wo er für zweieinhalb Jahre unterschrieb. In der Saison 2013/14 spielte er elf Mal für die Krakauer in der polnischen Ekstraklasa und erzielte zwei Tore. Nach der Saison trennte man sich in beidseitigem Einverständnis. Zur Saison 2014/15 wechselte Papadopoulos nach Israel zum FC Bnei Sachnin, von wo er auch an den Verein Hapoel Akko verliehen wurde. In der darauffolgenden Saison spielte er für Hapoel Kfar Saba, bevor er zur Saison 2016/17 zürck nach Griechenland zu Veria FC wechselte. Ein Jahr später ging er dann zum zyprischen Verein Nea Salamis Famagusta. Von 2018 bis 2109 stand er bei Iraklis Thessaloniki unter Vertrag und ging dann weiter zu Digenis Akritas Morphou auf Zypern. Dort blieb er sechs Monate und schloss sich im Januar 2020 AS Rhodos an.

### Nationalmannschaft
Papadopoulos bestritt für die verschiedenen Junioren-Nationalmannschaften seines Heimatlandes insgesamt 35 Länderspiele, in denen er acht Treffer erzielen konnte. Er nahm unter anderem mit der griechischen U-19-Auswahl an der Europameisterschaft 2007 in Österreich teil und errang dort mit seinem Team den zweiten Platz. Bei der Europameisterschaft 2008 in Tschechien schied Papadopoulos mit der U-19-Nationalmannschaft hingegen als Gruppenvierter schon nach der Vorrunde aus. Mit der U-21-Auswahl verpasste er sogar die Qualifikation für Europameisterschaft 2011 in Dänemark.
Am 11. August 2010 absolvierte Papadopoulos sein erstes und bislang einziges Länderspiel für die A-Nationalmannschaft, als er bei der 0:1-Niederlage gegen Serbien zur zweiten Halbzeit für Sotirios Kyrgiakos eingewechselt wurde.

## Erfolge
- Zweiter bei der U-19-Europameisterschaft 2007
- Griechischer Meister 2009, 2011
- Griechischer Pokalsieger 2009